# Thailand Champions Cup 2018
Der Thailand Champions Cup 2018, aus Sponsorengründen auch als Omsin Thailand Champions Cup bekannt, war die zweite offizielle Ausspielung des Wettbewerbs und wurde am 19. Januar 2018 zwischen dem thailändischen Meister Buriram United sowie dem FA Cup Sieger Chiangrai United ausgetragen. Das Spiel fand im Suphachalasai Stadium in der thailändischen Hauptstadt Bangkok statt. Chiangrai United gewann das Spiel vor 12.560 Zuschauern im Elfmeterschießen.

## Spielstatistik
| Paarung          | Buriram United – Chiangrai United |
| Ergebnis         | 2:2 (1:1), 5:6 i. E. |
| Datum            | 19. Januar 2018 um 19:00 Uhr |
| Stadion          | Suphachalasai Stadium, Bangkok |
| Zuschauer        | 12.560 |
| Schiedsrichter   | Sivakorn Pu-udom |
| Tore             | 1:0 Edgar (5.) 2:0 Diogo (34.) 2:1 Siwakorn Tiatrakul (45.+2) 2:2 Victor (67.) Elfmeterschießen: 1:0 Andrés Túñez Cleiton Silva 2:0 Suchao Nuchnum 2:1 Gilberto Macena Supachai Jaided 2:2 Phitiwat Sukjitthammakul Edgar 3:2 Victor 3:3 Siwarak Tedsungnoen Chatchai Budprom 4:3 Anon Amornlerdsak 4:4 Tanasak Srisai Jakkaphan Kaewprom Shinnaphat Leeaoh Hoàng Vũ Samson Mongkol Tossakrai 5:4 Ratthanakorn Maikami 5:5 Piyaphon Phanichakul Andrés Túñez 5:6 Cleiton Silva |
| Buriram United   | Siwarak Tedsungnoen – Pansa Hemviboon, Andrés Túñez, Kritsana Daokrajai (69. Supachai Jaided) – Suchao Nuchnum – Korrakot Wiriyaudomsiri (67. Anon Amornlerdsak), Jakkaphan Kaewprom, Supachok Sarachat (84. Hoàng Vũ Samson), Ratthanakorn Maikami – Edgar, Diogo Cheftrainer: Božidar Bandović ( Montenegro) |
| Chiangrai United | Chatchai Budprom – Atit Daosawang, Piyaphon Phanichakul, Victor, Shinnaphat Leeaoh – Phitiwat Sukjitthammakul, Lee Yong-rae, Siwakorn Tiatrakul (80. Mongkol Tossakrai), Chaiyawat Buran (46. Tanasak Srisai) – Gilberto Macena , Cleiton Silva Cheftrainer: Alexandre Gama ( Brasilien) |
| Gelbe Karten     | keine – Atit Daosawang (21.), Shinnaphat Leeaoh (21.) |
| Platzverweise    | keine – Atit Daosawang (36.) |
|                  | Diogo (89.) – keine |

### Auswechselspieler
| Auswechselspieler | Auswechselspieler |
| --- | --- |
| Buriram United | Chiangrai United |
| - Yotsapon Teangdar - Sarayut Sompim - Sarawut Munjit - Khiron Oonchaiyaphum - Anon Amornlerdsak ▲ (67.) - Panyawat Nisangram - Supachai Jaided ▲ (69.) - Hoàng Vũ Samson ▲ (84.) | - Saranon Anuin - Tanasak Srisai ▲ (46.) - Worawut Namvech - Suriya Singmui - Sarawut Inpaen - Pathompol Charoenrattanapirom - Mongkol Tossakrai ▲ (80.) - Akarawin Sawasdee - Kyaw Ko Ko |